# Charles Ewan Law
Charles Ewan Law (14 juin 1792 - 13 août 1850) est juge et homme politique du Parti conservateur au Royaume-Uni.

## Biographie
Law est le deuxième fils d'Edward Law (1er baron Ellenborough), et d'Anne Towry, fille du capitaine George Philip Towry, de Shipley, Northumberland. Edward Law (1er comte d'Ellenborough), est son frère aîné. Il fait ses études au St John's College de Cambridge et obtient sa maîtrise en 1812.
Law est élu au parlement en tant que l'un des deux représentants de l'Université de Cambridge en 1835, siège qu'il occupe jusqu'à sa mort en 1850,. Il succède à Newman Knowlys comme Recorder of London en 1833 et est conseiller de la Reine.

## Famille
Law épouse Elizabeth Sophia (1789–1864), fille d'Edward Nightingale, 10e baronnet, le 8 mai 1811 à Gretna Green, Dumfriesshire, Écosse, et de nouveau le 22 mai 1811 . Ils ont dix enfants :
- Anne Law (21 janvier 1815 - 17 février 1837)
- Mary Law (20 janvier 1816 - 23 avril 1888), épouse John Browne, 3e baron Kilmaine
- Elizabeth Sophia Law (7 octobre 1817 - 5 décembre 1888), première abbesse des Clarisses à Drumshanbo
- Edward Law (26 février 1819 - 1er juillet 1838)
- Charles Towry-Law (3e baron Ellenborough) (1820–1890)
- Selina Law (29 novembre 1822 - 12 juillet 1838)
- Frederica Law (19 septembre 1824 - 15 novembre 1889, épouse Edmund Law (décédé en 1867) puis Henri Grève
- Emily Octavia Law (29 novembre 1825 - 28 septembre 1845)
- Gertrude Catherine Law (28 décembre 1828 - 22 juin 1848)
- Henry Towry-Law (26 août 1830 - 7 novembre 1855)

Law est décédé en août 1850, à l'âge de 58 ans. Sa femme lui survit 14 ans et meurt en juin 1864.